# Allisoniella
Allisoniella là một chi rêu trong họ Cephaloziellaceae.